# All My Life
All My Life är en låt framförd av den vitryska sångerskan Alyona Lanskaya. Låten är skriven av Leanid Sjirin och Yuriy Vashchuk. Låten skulle ha representerat Vitryssland vid Eurovision Song Contest 2012 i Baku i Azerbajdzjan efter att Lanskaya vunnit med den i landets nationella uttagningsfinal EuroFest 2012 den 14 februari 2012. Låten skulle ha framförts i den andra semifinalen den 24 maj. Anledningen till att Vitryssland bytte bidrag var att det, efter att finalen ägt rum, framkom att låten fuskats fram att vinna. Därmed fick andraplatserade Litesound ta Lanskajas plats.